# Boskoop (miasto)
Boskoop – miasto w prowincji Holandia Południowa. W 2014 roku przyłączyła się do Alphen aan den Rijn, jednocześnie przestając być odrębną gminą. W 2020 roku miasto liczyło 16 130 mieszkańców. Zajmuje powierzchnię 7,29 km², z czego 1,39 km² to woda. Jest to największy na świecie połączony obszar uprawy kwiatów. 
Boskoop znane jest ze szkółek, zwłaszcza drzewiastych i bylinowych, z których około 774 znajduje się na długich odcinkach ziemi, podzielonych wąskimi kanałami. Przed II wojną światową prawie cały transport odbywał się wąskimi łodziami. Pozostało kilka wyjątkowo wysokich kładek przekraczających niektóre z szerszych (głównych) kanałów. W okresie międzywojennym dokonano przejścia od kultury owocowej do dekoracyjnych roślin ogrodowych i drzew. Jako źródło wiedzy technicznej na temat sztuki uprawy roślin ozdobnych, Boskoop pozostaje światowej sławy i wyjątkowy.
Nazwę „Boskoop” nadano odmianie jabłka, która jest szeroko rozpowszechniona w krajach nisko położonych, odmianie winogron, a także odmianie Calluna (Boskoop) i Weigela (Boskoop Glory) i czarnej porzeczce. 

## Geografia
Boskoop znajduje się w Zielonym Sercu w Randstad, rozciągając się po obu stronach rzeki Gouwe między Alphen aan den Rijn (na północy) i Waddinxveen (na południu). Gmina graniczy na wschodzie z Reeuwijk i Bodegraven, a na zachodzie z Rijnwoude. Pionowy most wyciągowy w centrum wioski łączy oba brzegi Gouwe.

## Historia
Zakłada się, że Boskoop pochodzi z osady Ten Bussche, założonej przez Wilhelma I hrabiego Holandii w 1204 r. W 1222 r. Opactwo Rijnsburg stało się właścicielem Boskoopu. Postanowiło powiększyć ekwipunek drzew i krzewów, zmuszając rolników do uprawy większej liczby drzew, niż potrzebowaliby na własne sady. Od XV do XVII wieku produkowano coraz więcej drzew i wprowadzano rośliny ozdobne. Pod koniec XIX wieku Boskoop rozpoczął eksport swoich produktów, a Niemcy były pierwszym klientem.
Na historię Boskoopu duży wpływ miało jego położenie na grubej warstwie torfu. Kiedy opactwo w Rijnsburgu stało się właścicielami Boskoopu, rozpoczęto zbiór torfu na paliwo. Ale w przeciwieństwie do innych miast w „Zielonym Sercu”, gdzie ekstensywne zbiory torfu doprowadziły do powstania dużych stawów i jezior, Boskoop był zbyt daleko od głównych miast, a zbiór torfu nie był opłacalny. Opactwo nie pozwalało również na wykopywanie warstwy torfu na jego ziemiach. Miasto wciąż ma żyzną glebę dla rolnictwa i ogrodnictwa.
Przeszkodą dla arborystyki był wysoki poziom wód gruntowych, który znajdował się tuż pod powierzchnią Boskoopu. Wiele kanałów i rowów zostało wykopanych w celu osuszenia wód opadowych, do 2000 km w jednym punkcie historii. W związku z tym dużo transportu odbyło się tymi drogami wodnymi. Dzięki wprowadzeniu nowych metod odwadniania, które obniżyły poziom wód gruntowych, wiele rowów można było ponownie wypełnić. Jednak na początku XXI wieku w Boskoop wciąż jest wiele kanałów, na których opiera się wiele szkółek. W rezultacie Boskoop jest czasem nazywany „Small Giethoorn”. Obecnie większość roślin jest uprawiana bezpośrednio w doniczkach, a nie na otwartym terenie i wysyłana na aukcje bezpośrednio ze szkółki. Zagrożona jest także rentowność branży szkółkarskiej w Boskoopie, ponieważ produkcja szkółek przeszła na produkcję pojemników, a nie na pola. Mały rozmiar żłobków, niezdolność do mechanizacji, regulacje rządowe, wysokie koszty gruntów i wysokie koszty pracy spowodowały wzrost presji ekonomicznej na przemysł szkółkarski Boskoopu.
Gmina Boskoop przez kilka lat znajdowała się w trudnej sytuacji finansowej, częściowo z powodu wysokich kosztów utrzymania ciągle tonących dróg, zanim została połączona z Alphen aan den Rijn. W dniu 1 stycznia 2014 r. gmina została połączona z Alphen aan den Rijn w tym samym czasie, co Rijnwoude. Po rozwiązaniu gmina liczyła 15 196 mieszkańców, a łączna powierzchnia wynosiła 16,95 km² (6,54 m²). 

## Transport
W Boskoopie funkcjonuje stacja kolejowa Boskoop, znajdująca się w zachodniej części miasta. W 2017 r. planowane jest otwarcie stacji kolejowej Boskoop Snijdelwijk. Miasto jest połączone z RijnGouweLijn, która biegnie od Alphen aan den Rijn do Gouda. Pociągi kursują co trzydzieści minut w obu kierunkach. W godzinach szczytu dodatkowe dwa pociągi kursują co godzinę w kierunku Gouda i Leide.

## Atrakcje
Most windowy (Waddinxveense hefbrug) w Boskoop jest jednym z trzech podobnych mostów nad Gouwe; pozostałe dwa znajdują się w Alphen aan den Rijn i Waddinxveen. Ze względu na swoje centralne położenie most przedstawia panoramę wsi. Podczas remontu na początku lat 90. do mostu dodano nową ścieżkę rowerową.
Zabytkowym budynkiem jest (obecnie częściowo rozebrana) wieża ciśnień Boskoop. Znajduje się w północno-wschodniej części wioski, na tej samej drodze, która przecina most wyciągowy.
W pobliżu dworca kolejowego znajduje się rozległy ogród różany (rosarium), z bezpłatnym dostępem i otwarty przez cały rok. Wystawianych jest tutaj ponad 160 rodzajów róż, a także liczne inne krzewy, drzewa i rośliny.
Ze względu na swoją historię Boskoop ma muzeum dla dzieci. Znajduje się w starej rezydencji żłobka z 1870 roku. Za muzeum znajduje się ogród różany z różnymi odmianami róż od XVII do XX wieku.
Od wiosny do jesieni organizowane są wycieczki statkiem po wielu kanałach Boskoop, które oprowadzają po żłobkach i obszarach przyrodniczych oraz dostarczają informacji o historii i okolicach Boskoop. 